# بنی درار
بنی درار (به فرانسوی: Bni Drar) یک منطقهٔ مسکونی در مراکش است که در وجده واقع شده‌است. بنی درار ۸٬۹۱۹ نفر جمعیت دارد و ۴۷۵ متر بالاتر از سطح دریا واقع شده‌است.